# Mini (bilmärke)
För andra betydelser, se Mini (olika betydelser).
Mini (stiliserat MINI) är ett engelskt varumärke för bilar, sedan år 2000 ägt av BMW. Namnet Mini har använts på bilmodeller sedan slutet av 1950-talet, men 1969 registrerades varumärket samtidigt som "Mini" ersatte de separata namnen "Austin Mini" och "Morris Mini". BMW förvärvade varumärket 1994 samtidigt som man köpte Rover Group (tidigare British Leyland), som vid tiden ägde Mini och flera andra märken.

## Historia
År 1959 presenterade British Motor Corporation (BMC) Minin och tillverkningen skulle inte upphöra förrän år 2000. Från början var Minin en av BMC:s modeller och kallades ofta för BMC Mini eftersom modellen de tio första åren tillverkades under flera olika namn som till exempel Austin, Morris, Riley och Wolseley.

### Mini

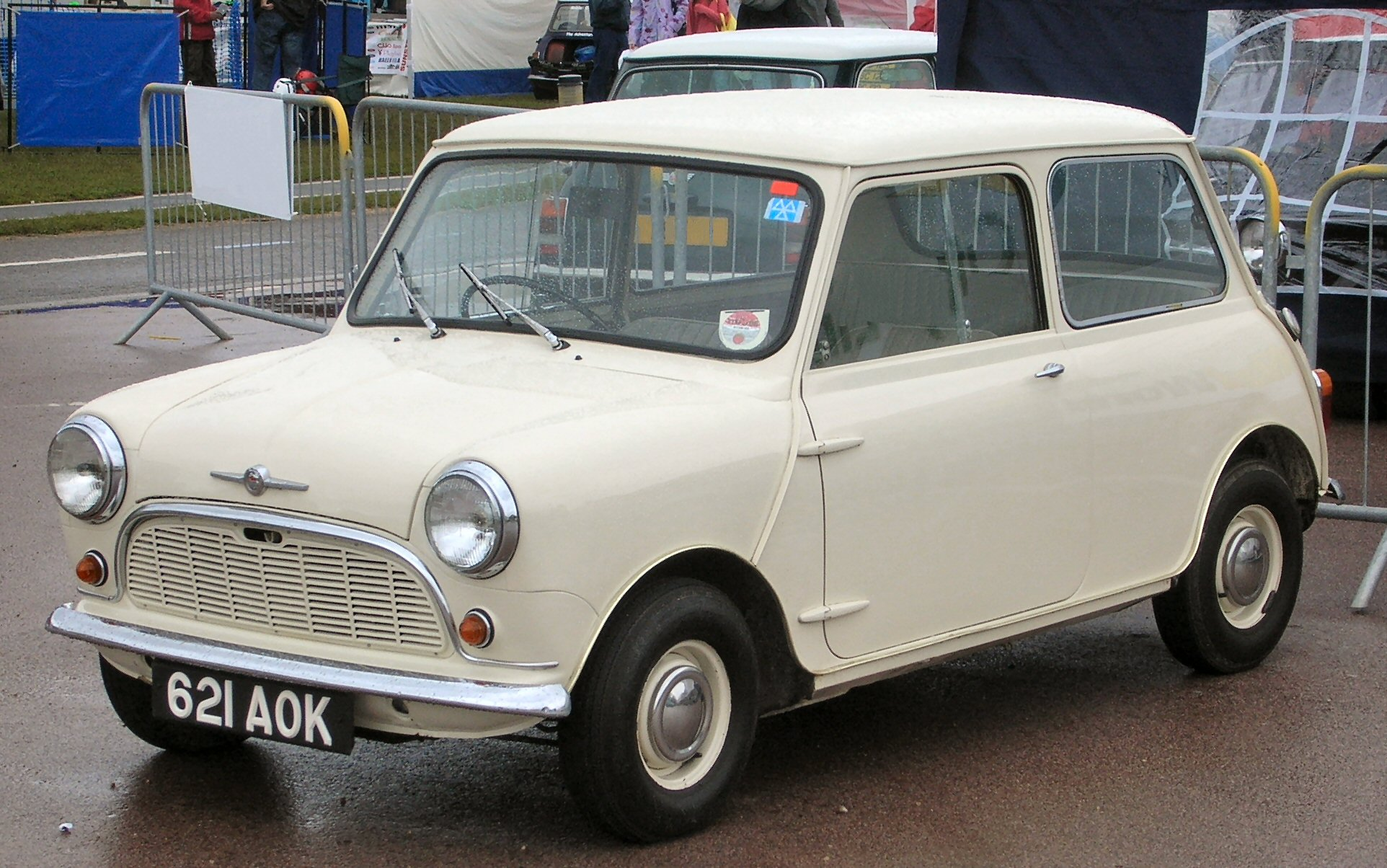
1959 års Morris Mini-Minor.

Den ursprungliga modellen utvecklades av Alec Issigonis och ses som en ikon för 1960-talet i Storbritannien. Dess konstruktion med motor på tvären influerade andra biltillverkare. Modellen tillverkades i England vid fabrikerna i Longbridge och Cowley. Den huvudsakliga tillverkningen skedde i Storbritannien men modellen har även tillverkats på licens i Spanien, Australien, Belgien, Italien (Innocenti), Portugal, Sydafrika, Uruguay, Venezuela, f.d. Jugoslavien och Chile. Totalt tillverkades ursprungsmodellen i fem miljoner exemplar.
1980 presenterades bilen Mini Metro som från början var tänkt att ersätta Mini, men eftersom den aldrig fick någon framgång och dessutom såldes under andra märkesnamn snarare än som en egentlig Mini, brukar den inte räknas som en Mini av Minientusiasterna.

### New Mini

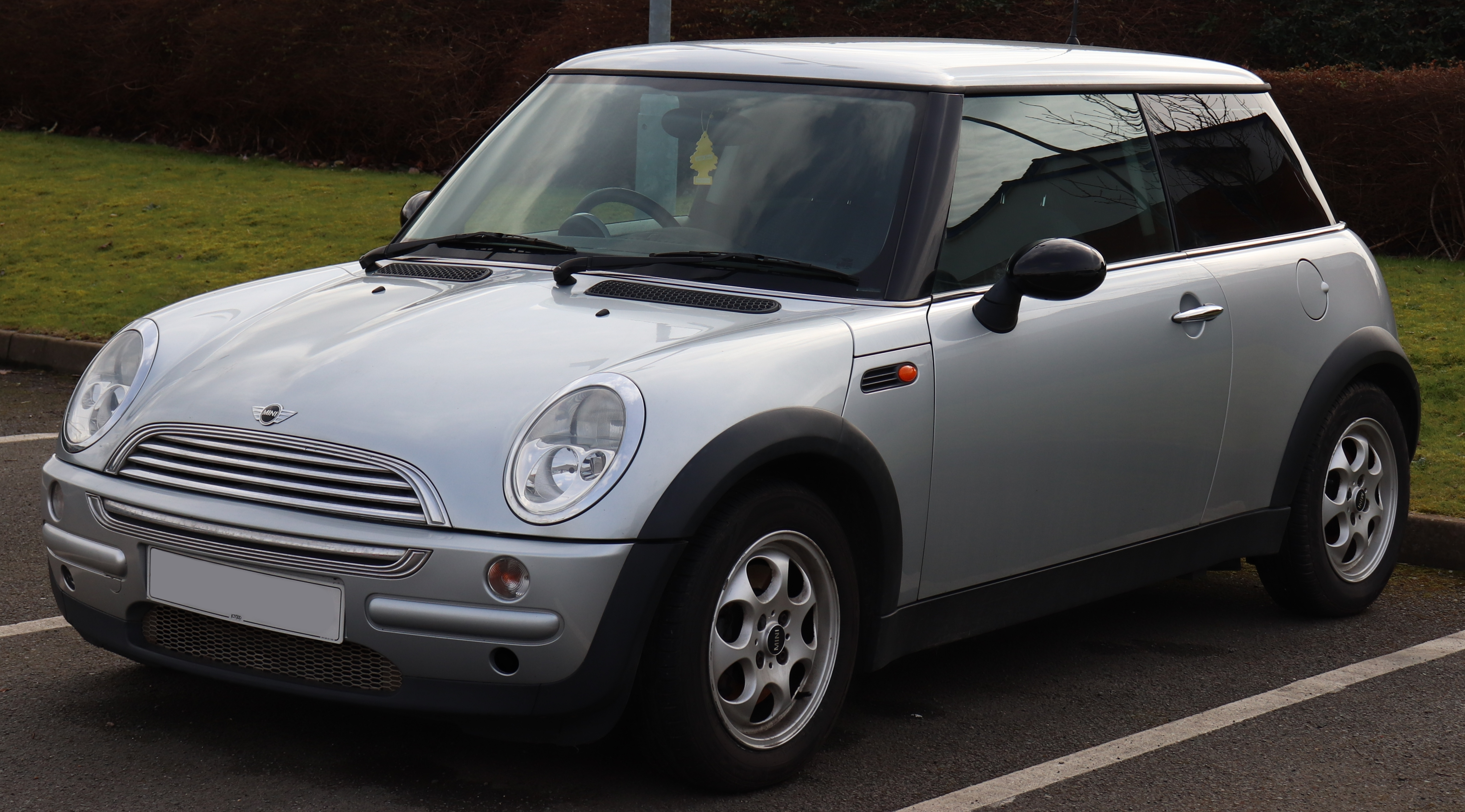
Mini One Hatch från 2004 innan ansiktslyftet.

År 2001 fick ursprungsmodellen en efterföljare som vid introduktionen kallades New MINI för att skilja den från den gamla modellen. Denna påminner designmässigt om den ursprungliga Mini, men har för övrigt inget gemensamt. 
Generation två presenterades år 2007. Den tredje generationen gjorde debut på marknaden 2014. MINI, som är ett varumärke  och numera skrivs versalt, ägs sedan 1994 av tyska BMW efter att man köpt upp Rover som ägde varumärket vid tidpunkten för uppköpet. Tillverkningen sker i två fabriker, Oxford i England och Born i Holland.